# Òxid d'or(III)
L'òxid d'or (III) (Au₂O₃, sesquiòxid d'or) és l'òxid d'or més estable. És un sòlid de color vermell marró i tèrmicament inestable que es descompon a 160 °C. La forma hidratada és feblement àcida i es dissol en alcalí concentrat per formar sals que es creu que contenen l'àlona Au (OH).
L'Au₂O₃ anhidre es pot preparar escalfant l'òxid d'or hidratat amorfo (III) amb àcid perclóric i un perclorat de metall alcalí en un tub de quars segellat a una temperatura de 250 °C i una pressió d'uns 30 MPa.